# Joven con un cordero
Joven con un cordero es una obra de Caravaggio, que representa a Juan el Bautista. Fue pintada en 1602.
Conocido como Joven con un cordero, de esta pintura existen dos versiones idénticas, ambas situadas en Roma. La primera de ellas se encuentra en los Museos Capitolinos y la segunda, en la Galería Doria-Pamphili.
Hacia 1602, Cupido, de Caravaggio —hoy conocido como El amor victorioso—, causó sensación entre el refinado círculo de pintores romanos. Esta obra fue hecha para el banquero Vincenzo Giustiniani. Ese mismo año, otro banquero, Ciriaco Mattei, encargó a Caravaggio un Juan Bautista, para celebrar el onomástico de su hijo mayor. Esta relación fue propiciada por Asdrubale Mattei, hermano de Ciriaco y amigo de Caravaggio. Para la solicitud de Mattei, Caravaggio, como había hecho su predecesor Miguel Ángel, empleó a un joven, en este caso al mismo modelo que en El amor victorioso.
El encanto de este cuadro yace en su suavidad, en el uso de la luz,  la tela aterciopelada, la carne, las plantas y otros elementos primordiales presentes. Es identificable como Juan Bautista únicamente por los símbolos cristianos que le rodean, como el cordero —víctima del sacrificio— y las uvas —su jugo rojo es similar a la sangre derramada por Cristo en su Pasión, y las uvas en sí son fuente de vida—. La iconografía muestra a Juan desnudo —de nuevo el ideal caravaggista de la belleza masculina hace su aparición— y semi reclinado rodeando con el brazo el cuello del cordero. Caravaggio quiere mostrar con esto, si no una ironía, por lo menos sí una pequeña libertad de expresión
La ambigüedad de la pintura ha confundido durante siglos su título. En 1620, se le adjudicó el de Pastor de ovejas. Al pasar a manos del protector de Caravaggio, el cardenal Francesco María del Monte, el cuadro es identificado como Corydon, mítico personaje de Virgilio. Otros títulos que se le han dado a la pintura son Isaac en el sacrificio —por el cordero que aparece al lado del muchacho— e Ignudi —copia de la obra de Miguel Ángel, en la Capilla Sixtina—. No fue sino hasta 1923 cuando se identificó por fin su verdadera autoría y su título real. Mientras que Miguel Ángel plasma su forma de manera abstracta, Caravaggio lo hace más realista con el apoyo de luces y colores.
El modelo de El amor victorioso es conocido como Cecco, sirviente y posiblemente aprendiz de Caravaggio. Además, fue un pintor activo entre 1610 y 1625, seguidor del estilo de su maestro. Fue conocido como Cecco del Caravaggio. Su principal característica es el evidente regocijo que muestra; no es una representación de Cupido sino del propio Cecco. El mismo sentido le fue transmitido a Juan Bautista. Juan se muestra reclinado, tocando al cordero y con una sonrisa implícita en el rostro. No tiene ninguno de los elementos de los antiguos Bautistas cristianos, por lo que se le supone ortodoxo. Más aún, el Cecco que posa para Juan Bautista es en todo caso pagano.

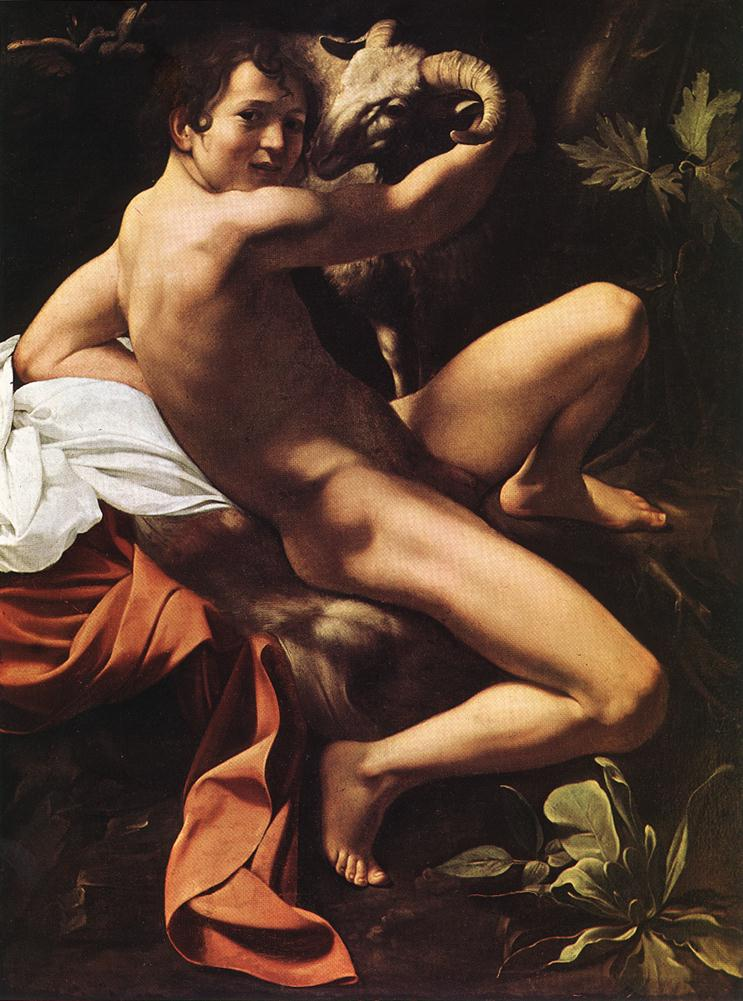
Versión en la Galería Doria-Pamphili.

A pesar de todo este éxito, Caravaggio no había tenido hasta entonces encargos por parte del clero. Las obras para la Capilla Contarelli de San Luis de los Franceses fueron encargadas por uno de sus mecenas, aunque los sacerdotes de la Orden de San Francisco, residentes en la iglesia, debieron aprobarla. Además, Caravaggio y su realismo no es bien visto por la Iglesia de la Contrarreforma, —se había producido un intento de introducir un índice de imágenes y pintores prohibidos, entre los que se encontraba Caravaggio.[cita requerida] La prematura muerte de León XI lo truncó—. Ciertamente, en esa época Caravaggio desarrolla un estilo paganista, y muchos de sus amigos cercanos le piden que, para mayor éxito, se convierta al humanismo de Miguel Ángel. Desde luego, Caravaggio rechaza la oferta.
Este Juan Bautista tuvo inmensa popularidad en su tiempo, al extremo de que se hicieron varias copias, de las cuales sólo se ha identificado una como de Caravaggio: actualmente se exhibe en la Galería Doria-Pamphili —donde también se encuentran Descanso en la huida a Egipto y Magdalena penitente—. Algunos expertos suponen que es una irónica imitación de los Ignudi de Miguel Ángel en el techo de la Capilla Sixtina (1508-1512). Pero Caravaggio, en lugar de idealizar neoplatónicamente a su modelo, lo hace con un toque de realismo, alejando drásticamente su obra de la de Miguel Ángel.
En 1601 y 1602, Caravaggio vivía y trabajaba en el palacio Mattei. Estaba lleno de trabajo dado su impresionante éxito por los encargos en la iglesia de San Luis de los Franceses —véase La vocación de San Mateo y San Mateo y el ángel—. Se han encontrado los libros de Ciriaco Mattei, donde se afirma que por Juan Bautista pagó 85 escudos. En enero de 1603, Caravaggio recibe 150 escudos por Los discípulos de Emaús y 120 por La captura de Cristo. Vincenzo Giustiniani encargó La incredulidad de Santo Tomás. Todas estas obras incrementaron la fama de Caravaggio, principalmente entre los jóvenes, quienes ya empezaban a imitarle.